# ستيف ماسون (موسيقي)
ستيف ماسون (بالإنجليزية: Steve Mason)‏ هو موسيقي بريطاني، ولد في 25 يوليو 1971 في إدنبرة في المملكة المتحدة.

## وصلات خارجية
- الموقع الرسمي
- ستيف ماسون على موقع IMDb (الإنجليزية)
- ستيف ماسون على موقع ميوزك برينز (الإنجليزية)
- ستيف ماسون على موقع ميوزك برينز (الإنجليزية)
- ستيف ماسون على موقع أول ميوزيك (الإنجليزية)
- ستيف ماسون على موقع أول ميوزيك (الإنجليزية)
- ستيف ماسون على موقع ديسكوغز (الإنجليزية)
- ستيف ماسون على موقع ديسكوغز (الإنجليزية)